# Волкова Олена Юріївна
Волкова Олена Юріївна (27 травня 1968) — радянська плавчиня.
Учасниця Олімпійських Ігор 1988, 1992 років.
Чемпіонка світу з водних видів спорту 1991 року.
Призерка Чемпіонату Європи з водних видів спорту 1989 року.